# Qarakazımlı
Qarakazımlı är en ort i Azerbajdzjan.   Den ligger i distriktet Cəlilabad Rayonu, i den södra delen av landet, 180 km sydväst om huvudstaden Baku. Qarakazımlı ligger 162 meter över havet och antalet invånare är 801.
Terrängen runt Qarakazımlı är platt åt nordost, men åt sydväst är den kuperad. Närmaste större samhälle är Yarlı, 10,2 km söder om Qarakazımlı.
Trakten runt Qarakazımlı består till största delen av jordbruksmark. Runt Qarakazımlı är det ganska tätbefolkat, med 104 invånare per kvadratkilometer.